# Abraham Domínguez Cervantes
Abraham Domínguez Cervantes (Málaga, Andalucía, España, 12 de octubre de 1986) es un árbitro de fútbol español de la 1° RFEF. Pertenece al Comité de Árbitros de Andalucía.

## Temporadas
| Categoría            | País   | Año       |
| -------------------- | ------ | --------- |
| Segunda División "B" | España | 2011-2018 |
| Segunda División     | España | 2018-     |